# Ministère des Relations extérieures (Cameroun)
Pour les articles homonymes, voir Ministère des Relations extérieures et Ministère des Affaires étrangères.
Le ministère des Relations extérieures du Cameroun (en anglais : Ministry of External Relations of Cameroon) est l’administration camerounaise chargée de mettre en œuvre la politique étrangère du Cameroun et d’assurer les relations avec les États étrangers. Il est dirigé par un ministre, membre du gouvernement camerounais.
Ce ministère est également responsable des diverses ambassades du pays.
Le ministère est situé dans la capitale à Yaoundé près de l’hôtel de ville. Ce ministère est communément nommé le Minrex. Son actuel ministre s'appel Lejeune Mbella Mbella.

## Historique
Créé par le décret no 9 du 19 janvier 1960 du chef du gouvernement Ahmadou Ahidjo et longtemps appelé ministère des Affaires étrangères, il a pris le nom de ministère des Relations extérieures à la faveur du remaniement du 16 mai 1988.

## Missions
Le ministère des Relations extérieures du Cameroun a pour mission d'assurer la mise en œuvre de la politique des relations extérieures arrêtée par le président de la République du Cameroun .
À ce titre, il est chargé :
- des relations avec les États étrangers, les organisations internationales et les autres sujets de la communauté internationale ;
- de la protection des ressortissants et des intérêts camerounais à l’étranger.

En outre :
- il rassemble et diffuse auprès des départements ministériels des informations relatives aux États étrangers et aux organisations internationales qui pourraient faciliter l'action des services publics ;
- il concourt à l'information des gouvernements étrangers, de leur opinion publique, ainsi que des organisations internationales en ce qui concerne le développement politique économique, social et culturel du Cameroun en liaison avec le ministre de la Communication ;
- il gère les carrières des personnels diplomatiques.

## Organisation

### Le ministre
Le ministre des Relations extérieures est assisté de deux ministres délégués :
- ministre délégué chargé de la coopération avec les États membres du Commonwealth (Midelcom).
- ministre délégué chargé de la coopération avec le monde islamique (Mindelmi).

### L’Administration centrale
L'Administration centrale comprend  :
- le secrétariat général ;
- la Direction des Affaires d’Afrique ;
- la Direction des Affaires d’Europe ;
- la Direction des Affaires d’Amérique et des Caraïbes ;
- la Direction des Affaires d’Asie et des Relations avec l’Organisation de la Coopération islamique ;
- la Direction des Nations unies et de la Coopération décentralisée ;
- la Direction des Relations avec l’Organisation internationale de la francophonie ;
- la Direction des Relations avec le Commonwealth ;
- la Direction des Affaires Juridiques et des Engagements internationaux de l’État ;
- la Direction des Camerounais à l’Étranger, des Étrangers au Cameroun, des Réfugiés et des Questions migratoires ;
- la Direction de la Communication, de la Documentation et des Archives diplomatiques ;
- la Direction du Protocole, du Cérémonial et des Affaires consulaires ;
- la Direction des Affaires générales.

## Liste des ministres de Relations extérieures
Liste des ministres des Relations extérieures successifs :
| N° | Périodes                                 | Noms et Prénoms                   | Images |
| -- | ---------------------------------------- | --------------------------------- | ------ |
| 1  | 1960                                     | Ahmadou Ahidjo (faisant fonction) |        |
| 2  | 1960–1961                                | Charles Okala                     |        |
| 3  | 1961–1963                                | Jean-Faustin Betayéné             |        |
| 4  | 1963–1965                                | Benoît Balla                      |        |
| 5  | 1965–1966                                | Simon Nko'o Etoungou              |        |
| 6  | 1966–1968                                | Benoît Bindzi                     |        |
| 7  | 1968–1970                                | Simon Nko'o Etoungou              |        |
| 8  | 1970–1971                                | Raymond N'Thepe                   |        |
| 9  | 1971–1972                                | Jean Keutcha                      |        |
| 10 | 1972–1975                                | Vincent Efon                      |        |
| 11 | 1975–1980                                | Jean Keutcha                      |        |
| 12 | 1980–1983                                | Paul Dontsop                      |        |
| 13 | 1983–1984                                | Félix Tonye Mbog                  |        |
| 14 | 1984–1987                                | William Eteki Mboumoua            |        |
| 15 | 1987–1988                                | Philippe Mataga                   |        |
| 16 | 1988–1992                                | Jacques Roger Booh Booh           |        |
| 17 | du 27 novembre 1992 au 7 décembre 1997   | Ferdinand Oyono                   |        |
| 18 | du 7 décembre 1997 au 26 avril 2001      | Augustin Kontchou Kouomegni       |        |
| 19 | du 27 avril 2001 au 7 décembre 2004      | François-Xavier Ngoubeyou         |        |
| 20 | du 8 décembre 2004 au 21 septembre 2006  | Laurent Esso                      |        |
| 21 | du 22 septembre 2006 au 6 septembre 2007 | Jean-Marie Atangana Mebara        |        |
| 22 | du 7 septembre 2007 au 9 décembre 2011   | Henri Eyebe Ayissi                |        |
| 23 | du 9 décembre 2011 au 1er octobre 2015   | Pierre Moukoko Mbonjo             |        |
| 24 | depuis le 2 octobre 2015                 | Lejeune Mbella Mbella             |        |